# Nju
Nju – Eine unverstandene Frau ist ein deutscher Stummfilm aus dem Jahre 1924. Unter der Regie von Paul Czinner spielt dessen spätere Ehefrau Elisabeth Bergner die Titelrolle.

## Handlung
Nju ist eine junge, lebendige und sensible Frau. Sie könnte eigentlich mit ihrem Leben glücklich sein, aber ihre bürgerliche Ehe mit ihrem bulligen, derben und wenig einfühlsamen Ehemann empfindet sie von Mal zu Mal mehr als Gefängnis. Ihr Gatte, ein erfolgreicher Geschäftsmann, betet sie zwar an und liest ihr sämtliche Wünsche von den Augen ab. Doch ist er optisch wie mental ein recht grober Klotz, der seine Frau eher als nettes, kleines Ding und hübsches Spielzeug behandelt, mit dem man vor Anderen renommieren kann. Da begegnet Nju eines Tages einem gänzlich anderen Typ Mann. Dieser ist jung, schmal und feingliedrig gebaut, ein durchgeistigter Schönling -- kurz: das genaue Gegenteil von ihrem Ehemann.
Nju fühlt sie zu diesem Mann, einem Schriftsteller, von Anbeginn stark hingezogen. Der Mann, ein Charmeur, Gentleman und Frauenversteher, wird schließlich ihr Liebhaber. Um den Schein einer funktionierenden Ehe zu bewahren, bleibt Nju jedoch zunächst weiterhin im Hause ihres Gatten wohnen. Jener erfährt bald von diesem Verhältnis und versucht, den Rivalen umzubringen. Daraufhin verlässt Nju das eheliche Haus und zieht in eine Pension.
Recht bald muss Nju jedoch erkennen, dass auch der Dichter in ihr nicht wirklich eine gleichberechtigte Lebens- und Liebespartnerin sieht, und beider Beziehung auf die gleichen, eingefahrenen Gleise zu geraten droht wie ihre Ehe. Auch ist seine Liebe zu ihr kaum mehr als ein Strohfeuer und schnell verflogen, kaum mehr als eine amüsante Abwechslung. Es kommt zu einer erneuten Trennung. Eines Tages sieht Nju ihren verlassenen Ehemann in Begleitung einer anderen Frau. Offensichtlich hat er eine Neue… Daraufhin begeht Nju Selbstmord.

## Produktionsnotizen
Nju wurde im Frühjahr (März/April) 1924 im Efa-Atelier am Zoo und in Staaken gedreht und am 21. November 1924 in Berlins Deulig-Palast Alhambra uraufgeführt. Der Film lief mit dem Untertitel Eine unverstandene Frau. Der Film entstand nach einer Vorlage von Ossip Dymow.
Die von Paul Rieth entworfenen Filmbauten wurden von Gottlieb Hesch ausgeführt.

## Kritiken
F.W.K. schrieb im Film-Kurier: „‚Nju‘ beschenkte uns mit drei wertvollen Gaben: Erstens einem neuen Regisseur, zweitens einem neuen Star, und drittens mit der Erkenntnis, daß es doch auch im Film Kammerfilme gibt, die einer großen Menge gefallen. Der Regisseur Paul Czinner rückt mit diesem Film in die erste Reihe unserer Regisseure. Elisabeth Bergner, an sich durchaus nicht für den Film prädestiniert, erwies den Triumph des genialen Könnens über die Unwegsamkeit neuen Filmgeländes, und Jannings und Veidt bestärken ihren Ruf, unsere ersten Filmdarsteller zu sein – von neuem. […] Nun nahm er das Stück und bearbeitete es für den Film. Mit unerhört feinen, sensiblen Fingerspitzen, die man in allen winzigen Kleinigkeiten innerhalb des Films verfolgen kann. Nun baut sich diese Ehe vor uns auf mit erschreckender Realistik, mit minutiöser Wiedergabe unscheinbarster Details, mit einer Stimmungsmalerei wie selten zuvor. Dabei mit überraschender Prägnanz und Beschränkung auf das Wesentliche. Da ist Jannings, der Gatte: ein menschgewordender Rülps, gutmütig, anständig, reich, übersättigt – im Affekt gewalttätig. Unerhört, wie er nach dem Balle sich an seiner Frau vergriffen hat und mit baumelnden Hosenträgern in die Speisekammer schlürft, um eine Flasche Bier herunterzustürzen und sich Stullen zu schneiden. Und wie er angesichts des Entschlusses Njus, ihn zu verlassen, zusammenbricht, wie aus dem großen starken Mann, dem allen überlegenen Raffke, ein kleines, schluchzend zusammengeballtes Stückchen Mensch wird, das ist erschütternd. Sie: Elisabeth Bergner. Ein kleines schutzloses, umherflatterndes Vögelchen, hilflos zerschellend an der Gemeinheit des Lebens. Gleich fassungslos vor der brutalen Gewalttätigkeit des einen wie vor dem kalten Zynismus des andern, des Geliebten, von dessen Bild sie auf dem Teppich des Zimmers den letzten Abschied nimmt. Das Spiel dieser gottbegnadeten Frau lebt und webt und schwebt über alles Unwirkliche hinweg – nie faßt es zu, immer umflattert es in subtilsten Regungen die schwersten Probleme, als wollte es sich niemals herantrauen an alles, was Entschluß heißt oder Tat. Die Hände, die Füße, der Nacken, die Schultern dieser Frau spielen in so unterhört vielfachen Nuancen, in so tausend glitzernden Lichter, in so sagenhaftem Schimmer, dass nur ein großes Erstaunen zurückbleibt – ein andächtiges Staunen … Conrad Veidt, der Dichter. Bisweilen verwischt ihm der Wille zur Dämonie, die Schranken zum rein Gesellschaftlichen, das immerhin dieser Dichter im Verkehr mit der Gesellschaft doch zur Schau tragen muß. Sonst aber leiht er dieser Gestalt wieder alles, was ihn uns liebenswert macht.“
Dr. K. M. urteilte in der Lichtbild-Bühne: „Eine Alltagshandlung, ein Alltagsstoff, und dennoch kein Alltagsfilm. Wie das Thema, das Erscheinen des ‚Dritten‘ in einer sonst glücklichen Ehe, behandelt ist, das erhebt dieses Werk Paul Czinners weit über den Rahmen aller anderen Filme, die sich mit dem gleichen Stoff befassen. Und nur auf das Wie kommt es an. Der Film ist zeitlos und könnte irgendwo auf dem Erdenrund spielen. Denn überall und immer wieder tritt ‚Er‘ in die Zweiheit der Ehe, um aus ihr eine Dreiheit zu machen. Alle Kreise werden in gleicher Weise von diesem alltäglichen Ereignis heimgesucht. Hier in diesem Film sieht man die Entwicklung der Dreieckkonstruktion von ihren ersten Anfängen bis zu ihrem tragischen Schluß. […] Paul Czinner hat sich die Arbeit nicht allzu schwer gemacht, indem er sich die drei besten Darsteller, die für die drei Figuren in Frage kommen konnten, verschrieben hat. Elisabeth Bergner als Nju, Emil Jannings als deren Gatte und Conrad Veidt, der Dritte im Bunde. Elisabeth Bergner sieht man zum ersten Male im Film. Ihr hohes schauspielerisches Können, das jeder inneren Regung beredtesten Ausdruck im Mienenspiel zu verleihen weiß, fesselt von der ersten bis zur letzten Szene. Sie gibt wirkliches Leben. […] Jannings, den man nach langer Zeit wieder einmal im modernen Gesellschaftsanzug sieht, zeigt alle Nuancen des im Glück schwelgenden Ehemannes und des durch die Untreue der Frau aus dem seelischen Gleichgewicht gebrachten Gatten in eindrucksvollem Spiel. Conrad Veidt ist dämonisch, überlegen, skrupellos – wie der Regisseur es verlangt.“
Oskar Kalbus’ Vom Werden deutscher Filmkunst meinte: „Es gab natürlich auch Kammerspielfilme mit Zwischentiteln. So war der Film Nju im neuen Stil (Regisseur Paul Czinner) gemacht: rein naturalistisch, der reine Abklatsch des Lebens. Die Geschichte einer Frau (Elisabeth Bergner), die ohne Illusion mit ihrem Mann (Emil Jannings) zusammenlebt, dem Geliebten (Conrad Veidt) folgt und dabei Körper und Seele verliert.“
Reclams Filmführer urteilte über den Film: „Der Film hat sein Thema in geschickter Zurückhaltung behandelt. Nur in bezeichnenden Andeutungen wird die bürgerliche Eintönigkeit von Njus Ehe geschildert. Und das erneute Scheitern belegt Czinner vornehmlich durch die Gleichartigkeit beiläufiger Gesten, die den romantischen Liebhaber als Bruder im Geiste des bürgerlichen Ehemannes entlarven.“
In Heinrich Fraenkels Unsterblicher Film heißt es zu Elisabeth Bergners drei zentralen Stummfilmarbeiten der 1920er Jahre: „Im Geiger von Florenz (mit Walter Rilla), in dem Arthur Schnitzlers Novelle ebenso feinfühlig nachempfundenen Kammerspiel Fräulein Else und in Nju (mit Emil Jannings und Conrad Veidt) hatte die Bergner Gelegenheit, ihren sehr eigenwilligen Bühnenstil auch mit filmischen Nuancen zu versuchen“.